# Keita Gotō (Fußballspieler)
Keita Gotō (jap. 後藤 圭太, Gotō Keita; * 8. September 1986 in Iwai, Präfektur Ibaraki) ist ein ehemaliger japanischer Fußballspieler und heutiger Trainer.

## Karriere

### Spieler
Keita Gotō erlernte das Fußballspielen in der Jugendmannschaft der Kashima Antlers. Hier unterschrieb er 2005 auch seinen ersten Vertrag. Der Verein aus Kashima, einer Stadt in der Präfektur Ibaraki, spielte in der ersten Liga des Landes, der J1 League. 2007, 2008 und 2009 feierte er mit dem Club die japanische Fußballmeisterschaft. 2007 stand der Klub im Finales des Emperor’s Cup. Hier gewann man mit 2:0 gegen Sanfrecce Hiroshima. Den Supercup gewann er 2009. Das Spiel gegen Gamba Osaka wurde mit 3:0 gewonnen. 2010 wechselte er zum Zweitligisten Fagiano Okayama nach Okayama. Bis 2014 spielte er mit dem Klub 166-mal in der zweiten Liga, der J2 League. Der Erstligist Matsumoto Yamaga FC aus Matsumoto nahm ihn 2015 unter Vertrag. Ende 2015 musste er mit Matsumoto in die zweite Liga absteigen. Sein ehemaliger Verein Fagiano Okayama nahm ihn Anfang 2018 wieder unter Vertrag. Für Fagiano absolvierte 42 Zweitligaspiele. Im Januar 2021 nahm ihn der Zweitligaaufsteiger SC Sagamihara unter Vertrag. Mit dem Verein aus Sagamihara belegte man am Saisonende 2021 den 19. Tabellenplatz und stieg in die dritte Liga ab. Nach dem Abstieg verließ er den Verein und schloss sich die Saison 2022 dem FC Tiamo Hirakata. Mit dem Verein aus Hirakata spielte er 18-mal in der vierten Liga, der Japan Football League. Ende Januar 2022 beendete er seine Karriere als Fußballspieler.

### Trainer
Am 1. Februar 2020 übernahm er in Numazu das Amt des Co-Trainers beim Drittligisten Azul Claro Numazu. Im Sommer 2024 ging er nach Thailand. Hier unterschrieb er in Samut Prakan einen Vertrag als Cheftrainer beim Zweitligaabsteiger TOKO Customs FC.

## Erfolge

### Spieler
Kashima Antlers
- Japanischer Meister: 2007, 2008, 2009
- Japanischer Pokalsieger: 2007
- Japanischer Supercup-Sieger: 2009